# Long Sutton (Somerset)
Long Sutton – wieś w Anglii, w hrabstwie Somerset, w dystrykcie (unitary authority) Somerset. Leży 49 km na południe od miasta Bristol i 192 km na zachód od Londynu. W 2002 miejscowość liczyła 862 mieszkańców.